# تپه حسین قلی
تپه حسین قلی مربوط به دوره ساسانیان است و در شهرستان ازنا، بخش مرکزی، دهستان پاچه لک غربی، ۱/۳ کیلومتری شمال روستای دولت‌آباد واقع شده و این اثر در تاریخ ۷ اسفند ۱۳۸۶ با شمارهٔ ثبت ۲۱۳۵۱ به‌عنوان یکی از آثار ملی ایران به ثبت رسیده است.